# Lapidazione

Una mappa che mostra i paesi in cui la lapidazione pubblica è una forma di punizione giudiziale o stragiudiziale

La lapidazione è un tipo di pena di morte, diffusa fin dall'antichità, nella quale il condannato è ucciso attraverso il lancio di pietre. Spesso tale supplizio avviene con la partecipazione della folla. La lapidazione è stata usata fin dall'antichità per punire prostitute, adulteri, assassini e, in alcuni paesi musulmani, gli apostati e gli omosessuali. La finalità di tale pratica era sostanzialmente l'espiazione pubblica della colpa del reo ed anche la formalizzazione del diritto alla vendetta; difatti, gli stessi accusatori del condannato partecipavano attivamente al lancio delle pietre.
La lapidazione (in lingua araba Rajm), è ancora oggi presente nella giurisdizione di alcuni stati totalmente o parzialmente musulmani, come Nigeria, Iran, Arabia Saudita, Qatar, Emirati Arabi Uniti, Bahrein, Brunei, Pakistan, Afghanistan, Sudan, Yemen, Somalia e Mauritania.
Nel 2004 alcune esecuzioni previste in Nigeria sono state fermate grazie alla pressione internazionale. In Iran è stata abolita nel 2012 e reintrodotta per l'adulterio nell'aprile del 2013.
Nella lapidazione il condannato è avvolto in un sudario bianco ed è seppellito fino alla vita, se si tratta di un uomo, e fino al petto, se si tratta di una donna.

## La lapidazione nella Bibbia
(סקל, רגם, λιθάζω. λιθοβολέω). La lapidazione era basata sulla nozione della responsabilità nell'esecuzione di tutta la comunità, i cui rappresentanti avevano pronunciato la sentenza. La legge biblica del Vecchio Testamento punisce con la lapidazione le seguenti trasgressioni: culto di altre divinità (Deuteronomio 17:2-7), incitamento all'idolatria (13:7-11), sacrificio di bambini a Moloch (Levitico 20:2-5), profetizzare in nome di un altro dio (Deuteronomio 13:2-6), divinazione spiritistica (Levitico 20:27), bestemmia (Levitico 24:15,16), infrazione del sabato (Numeri 15:32-36), omicidio tramite un bue (Esodo 21:28-32), adulterio (Deuteronomio 22:22,23), insubordinazione ai genitori (Deuteronomio 21:18-21). Secondo Giosuè 7:25, la violazione dell'ḥérem era anche punita con la lapidazione.
Dato che la Palestina è una terra sassosa, il linciaggio tramite lapidazione era espressione comune della rabbia popolare (1 Samuele 30:6; 1 Re 12:18). Questo appare diverse volte nel Nuovo Testamento (Matteo 21:35; 23:37; Giovanni 10:31; Atti 14:5).
La lapidazione avveniva fuori dal campo, nell'epoca nomade, o della città più tardi (Levitico 24:14; Numeri 15:35; 1 Re 21:10). I testimoni erano tenuti a scagliare per primi la pietra (Deuteronomio 17:7; cfr. Giovanni 8:7). Gesù contesta il diritto di chiunque ad eseguire una simile pena: "E, siccome continuavano a interrogarlo, egli, alzato il capo, disse loro: «Chi di voi è senza peccato, scagli per primo la pietra contro di lei». E, chinatosi di nuovo, scriveva in terra. Essi, udito ciò, e accusati dalla loro coscienza, uscirono a uno a uno, cominciando dai più vecchi fino agli ultimi; e Gesù fu lasciato solo con la donna che stava là in mezzo. Gesù, alzatosi e non vedendo altri che la donna, le disse: «Donna, dove sono quei tuoi accusatori? Nessuno ti ha condannata?» Ella rispose: «Nessuno, Signore». E Gesù le disse: «Neppure io ti condanno; va' e non peccare più»" (Giovanni 8:7-11).

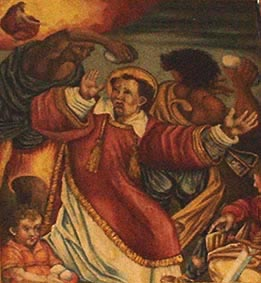
La lapidazione di Santo Stefano

La procedura descritta dalla legge israelita posteriore (M. Sanh. 6:1-4) è molto deliberata e permette la sospensione di questa pena fino all'ultimo momento se compaiono prove in favore dell'imputato come pure una confessione prima della morte. Il colpevole veniva spogliato, e poi scaraventato giù da una pedana alta sei cubiti da un testimone del crimine. Se il colpevole sopravviveva alla caduta, l'altro testimone lasciava cadere un masso sul suo petto; se ancora viveva, tutti i presenti dovevano lapidarlo. Dalla lapidazione di Stefano (Atti 7:57,58) sembra che la lapidazione fosse più sommaria ed è equiparabile ad un linciaggio. Il vers. 58 di questo testo, però, che parla dei testimoni che si tolgono le vesti prima di tirare la prima pietra (dettaglio non menzionato dalla Mishna) suggerisce qualcosa più deliberato che un linciaggio.
Tra gli esempi più conosciuti di lapidazione nella Bibbia e nella mitologia:
- Palamede, lapidato a morte come traditore.
- Il figlio di una donna Israelita e di un uomo Egiziano. (Levitico 24:10-23)
- Nabot (I Re 21)
- Santo Stefano, lapidato per blasfemia.

È con l'avvento di Gesù che la pratica della lapidazione esce definitivamente dall'ambito cristiano: "Chi di voi è senza peccato, scagli per primo la pietra contro di lei" (cfr. Gv 8,7 Nuovo Testamento).

## La lapidazione nei paesi islamici
Pur non essendoci riferimenti diretti alla lapidazione nel Corano (seppure alcune Sure, come la 4:15, vengono ricollegate all’ambito contestuale di questo tipo di punizione), il fondamento giuridico religioso per la lapidazione viene individuato negli Hadith del Profeta (la Sunna), che rappresentano, unitamente al Corano stesso, la Sharia, ovvero la Legge islamica. Tra questi, ad esempio: "Gli ebrei giunsero dal messaggero di Allah e gli dissero che un uomo e una donna dei loro avevano commesso adulterio… Il profeta diede allora l'ordine che entrambi fossero lapidati." (Hadith Sahih Bukhari, Volume 56, Hadith 829)
Per tali ragioni vi sono Stati a maggioranza musulmana che hanno formalmente adottato, nel proprio ordinamento giuridico, la pena di morte a mezzo lapidazione.
In altri casi la lapidazione viene comminata da parte di corti islamiche non ufficiali, parallele alle corti statali.
- Iran: paese in cui la lapidazione è stata praticata a lungo, la procedura era studiata in modo che il decesso non avvenisse a seguito di un solo colpo: la legge prevedeva che "le pietre non dovevano essere così grandi da far morire il condannato al solo lancio di una o due di esse; esse inoltre non dovevano essere così piccole da non poter essere definite come pietre"[2]. La lapidazione viene reintrodotta nel 1983 a seguito della Rivoluzione Islamica sciita, con la ratifica del Codice Penale Islamico. I giuristi iraniani concordano sulla impossibilità pressoché totale di comminare la pena di lapidazione in base alle condizioni imposte dal fiqh. Inoltre, a causa dell'opposizione interna e internazionale il governo e il sistema giudiziario hanno imposto una serie di moratorie sulla pratica, nel 2002 e nel 2008. Ciononostante, la lapidazione continua ad essere praticata secondo quanto previsto dal Codice Penale iraniano[1].
- Afghanistan: il sistema legale e giudiziario è frammentato e la lapidazione può essere comminata nelle aree tribali.
- Pakistan: la legge islamica prevede la lapidazione, ma non vi sono stati casi.
- Arabia Saudita, Emirati Arabi Uniti, Sudan: vengono riportati casi di lapidazione, con o senza sentenza.
- Somalia: la lapidazione viene effettuata nei territori controllati dalle forze delle corti islamiche. Nell'ottobre 2008 una ragazza tredicenne viene lapidata nello stadio di Chisimaio di fronte a 1000 persone, dopo aver suppostamente confessato e richiesto la pena ad una corte islamica. Pare che la ragazza fosse invece stata arrestata dopo aver denunciato uno stupro, e quindi consegnata alla corte.
- Nigeria: dodici stati della Nigeria settentrionale hanno reintrodotto la Sharia come codice penale tra 2000 e 2001, nonostante tali norme confliggano con la Costituzione nigeriana. Amina Lawal venne condannata alla lapidazione per essere rimasta incinta fuori dal matrimonio, per essere poi rilasciata a causa delle forti pressioni internazionali.